# أدريان الثالث
أدريان الثالث' هو البابا رقم 109 في قائمة باباوات الكنيسة الكاثوليكية انتخب في 17 مايو عام 884 وتوفي في سبتمبر عام 885، وقد توفي أثناء سفره إلى شخصٍ يدعى شارل بالقرب من مودينا، حيث تم تقديسه عام 1891.